# NOW Christmas 2009
NOW Christmas 2009 er et dansk opsamlingsalbum udgivet 2. november 2009 af EMI Music. 

## Spor

### Cd 1
1. Queen – "Thank God It's Christmas"
2. Sukkerchok – "Hele julenat, hele juledag"
3. Wham! – "Last Christmas"
4. Roy Wood & Wizzard – "I Wish It Could be Christmas Everyday"
5. Bossen og Bumsen – "Op til jul"
6. Whitney Houston – "Do You Hear What I Hear?"
7. Shakin' Stevens – "Merry Christmas Everyone"
8. Nordstrøm – "Danmark, det er jul"
9. Boney M – "Mary's Boy Child (Oh My Lord)"
10. Kylie Minogue – "Santa Baby"
11. Anne Linnet – "Lille Messias"
12. Dean Martin – "White Christmas"
13. Mel & Kim – "Rockin' Around the Christmas Tree"
14. Anden – "Jul på Vesterbro"
15. Beach Boys – "Little Saint Nick"
16. Otto Brandenburg – "Søren Banjomus"
17. Norah Jones – "Peace"
18. Martin Brygmann & Julie – "Jesus & Josefine"
19. Luther Vandross – "Have Yourself a Merry Little Christmas"
20. Gasolin' – "Endelig jul igen"
21. Bonus: Achmed the Dead Terrorist – "Jingle Bombs"

### Cd 2
1. John Lennon & Yoko Ono – "Happy Xmas (War Is Over)"
2. Anna David & Mohamed Ali – "All about Love"
3. Band Aid – "Do They Know It's Christmas?"
4. MC Einar – "Jul' det cool"
5. Mariah Carey – "All I Want for Christmas Is You"
6. Sys Bjerre – "Det cember"
7. Britney Spears – "My Only Wish (This Year)"
8. You Know Who – "Finally It's Christmas Again"
9. Cliff Richard – "21st. Century Christmas"
10. Thomas Helmig & Søs Fenger – "Når sneen falder"
11. The Antonelli Orchestra – "What Christmas Means to Me"
12. Erasure – "She Won't be Home"
13. Pretty Maids – "In Santa's Claws"
14. Bobby Helms – "Jingle Bell Rock"
15. Michael Bolton – "Santa Claus Is Coming to Town"
16. Dido – "Christmas Day"
17. Malurt – "Hjulene ruller"
18. D-A-D – "Jacketless in December"
19. Snapshot – "Nu er det jul jul jul"
20. ABBA – "Happy New Year"
21. Bonus: "Tuborg Julebryg-jingle"